# Martres-sur-Morge
Martres-sur-Morge è un comune francese di 552 abitanti situato nel dipartimento del Puy-de-Dôme nella regione dell'Alvernia-Rodano-Alpi.

## Società

### Evoluzione demografica
Abitanti censiti